# Perigomphus angularis
Perigomphus angularis – gatunek ważki z rodziny gadziogłówkowatych (Gomphidae).